# Azteker
Aztekerne var et mesoamerikansk folk fra det centrale Mexico med en rig mytologi og kulturarv.
På nahuatl betyder ordet "azteker" "en der kommer fra Aztlán". Aztekerne kaldte sig desuden mexicaer, (udtalt [mesjíka]) oprindelsen til navnet "Mexico". Det var Alexander von Humboldt , der foreslog den moderne anvendelse af navnet aztekere om alle de folkeslag, som ved handel, skikke, religion og sprog var forbundet med mexicaerne.

## Definitioner
Ordet aztecatl betyder på klassisk nahuatl "en person fra Aztlān ". Aztlān, "hejrestedet", var et mytisk oprindelsessted for de indianske folk, som var vandret ind i Mexicodalen nordfra. Aztecatl betød altså for nahuatl-talerne "en med oprindelse nordpå". De folk, der talte nahuatl, var ikke de eneste, der kom nordfra – i den store folkevandringsperiode i Mexico omkring år 500 e. Kr. vandrede mange grupper ind i det centrale Mexico fra de nordlige ørkenområder. Nogle talte sprog i familie med nawatl, og andre talte sprog af Oto-Mangue-familien. Men begrebet aztecatl kunne for nahuatl-talerne dække over alle efterkommere af de indvandrede folk. Men ordet brugtes meget sjældent på nahuatl, og kun når den fælles oprindelse for de nordfrakommende folk skulle understreges.
Nahuatl-talende definerede oftere sig selv og andre ud fra deres altepetl tilhørsforhold. Altepetl betyder på nawatl en by eller en bystat, og bystatsenheden udgjorde i hele Mellemamerika den største samfundsenhed; på niveau som vores stat eller nation. For en nawataler kom den primære etniske identitet altså ikke fra hverken racemæssige eller sproglige fællesskaber, men fra bystatsenheden. En nahuatl-taler kunne således se sig selv som forskellig fra en nahuatl-taler fra en anden by, men fælles med en otomi-taler fra samme by: bystaterne var nemlig ofte multietniske.
Da spanierne ankom, var en bestemt gruppe af nahuatl-talende folk fra Mexicodalen blevet dominerende i store dele af Mellemamerika. Denne magtfulde gruppe bestod af tre bystater: Mexihko Tenochtitlan, hvis folk kaldtes mexicaer eller tenochcaer; Texcoco, hvis folk kaldtes texcocaer; og Tlakopan, hvis folk kaldtes tepanekere. Alle tre bystater brystede sig af at kunne føre deres herskerdynasti tilbage til de mytiske og mægtige toltekere; tepanekerne direkte, texkokaerne igennem dynastiet fra byen Acolhuacan, og mexikaerne igennem herskerdynastiet i byen Kolwahkan. Da spanierne først hørte om magtcentret i Mexicodalen, hørte de altså ikke om aztekere, men om culua (colhua) og mexicaer.
De spanske erobrere brugte stort set aldrig ordet azteca i deres skrifter, men talte om "mexicanos", "mexicaer". Ordet aztecatl blev først gængs i slutningen af 1800-tallet, da William H Prescott skrev sin bog Erobringen af Mexico. På grund af dette værks store popularitet blev betegnelsen Aztec empire almindeligt brugt om det imperium, der styredes fra Tenochtitlan og udgjordes af en alliance imellem mexicaer, texcocaer og tepanekere. Dog er det brugt synonymt med ordet "mexica", altså specifikt om indbyggerene i bystaten Tenochtitlan, i modsætning til de andre tre bystater i trippelalliancen. I sproghistorisk sammenhæng bruges ordet "aztekisk" ofte om en gruppering af alle de sprog i det centrale og sydlige Mexico, som er nært beslægtede med mexikaernes sprog nawatl. I denne artikel bruges ordet "aztekere" som synonymt med ordet "nahuafolk", "nahuaer" eller "nahuatl-talere" – og disse betegnelser vil bruges i flæng.
Det, at definere ordet "aztekisk" enten som dækkende indbyggerne i Tenochtitlan eller den politiske alliance af de tre bystater, er at rive mexicaerne og deres samtidige ud af deres historiske og kulturelle sammenhæng. Hverken mexicaerne eller de tre bystater i trippelalliancen udgjorde en kulturel enhed, der kan afgrænses fra de omkringliggende bystater. Både dem der blev erobret af trippelalliancen, og dem som ikke gjorde, delte de samme kulturtræk, det samme sprog og den samme historie med dem, der formede det aztekiske imperium. At bruge betegnelsen aztekere om imperiedannerne, men ikke om deres naboer, som de ikke kan skelnes fra, indfører et tilfældigt skel, som ikke bidrager til en realistisk beskrivelse af aztekernes kultur eller historie.

## Baggrund
For omkring 5000 år siden levede der i det sydlige USA's ørken et folkeslag, der talte et sprog, som var forfader til de sprog, der af eftertiden er blevet kaldt den uto-aztekiske sprogfamilie. Denne gruppe splittede sig i flere mindre grupper og vandrede i flere forskellige retninger, og det sprog de talte, udviklede sig til flere nye sprog. En større gruppe vandrede sydpå langs den mexikanske stillehavskyst og senere ind i landet. Denne sydlige gruppe splittede sig også i flere nye grupper. En gruppe udgøres af de taracahitiske folkeslag, der nu lever i det nordlige Mexico langs stillehavskysten; de nuværende folkeslag yaqui, mayo, tarahumara og tepehuán tilhører denne gruppe. Andre nåede længere syd og slog sig ned i bjergegnene nordvest for Mexicodalen i det område hvor storbyen Guadalajara ligger nu; denne gruppe kaldes corachol og de moderne folkeslag cora og huichol tilhører denne gruppe. Den gruppe som kom længst mod syd, og som kom helt ind i det gamle kulturområde, der kaldes Mellemamerika, var nawafolkene hvis forskellige sprog under et bliver kaldt aztekisk, og som denne bog altså handler om.
De aztekisktalende nahuafolk holdt deres indtog i Mesoamerikas historie omkring 500 e.v.t., da de forlod de af beslægtede grupper, som havde slået sig ned længere nordpå og fortsatte sydpå til varmere og mere frugtbare egne. Disse egne var dog allerede beboede af højt udviklede folkeslag: Mayafolk, mixe-sokefolk, oto-manguefolk og totonakker havde de foregående 3.000 år opbygget rige bysamfund i hele det sydlige Mexico, og da nawaerne ankom, var der ikke meget spillerum i det centrale Mexico. De første aztekere måtte stadig leve som seminomader i grænseområderne til de store bystater, i bjergene, i de tørre og øde egne. Denne ydmyge periode mindedes de senere aztekiske højkulturer som chichimeker-tiden: dengang de levede som vilde. Men gradvist tog disse aztekiske jæger- og samlerfolk ved lære af de andre folk i det højt udviklede Mesoamerika: De lærte jordbrug og blev snart sedentære og tog store dele af mesoamerikanernes religiøse ideer til sig. Også deres sprog ændrede sig og blev mere lig de sprog, der fandtes i Mellemamerika i forvejen og de optog mange låneord fra disse magtfulde kulturer. Sproglige lån fra wastekisk (et maya-sprog), totonakisk og mihe-soke optaget i denne periode findes i alle moderne nawasprog – og dokumenterer påvirkningen på de tidlige nawaer fra de mesoamerikanske supermagter.
Omkring år 500 vaklede den mægtigste bystat i Mellemamerika, som senere nahua-folk kaldte Teotihuacan – "Gudernes oprindelsessted". Teotihuacanerne havde gennem 500 år opbygget et mægtigt hegemoni, som styret fra Mexicodalen modtog tributbetalinger fra underlagte bystater dybt ind i mayaernes lande, og havde handelsforbindelser helt til Sydamerika. Omkring 535 skete en global katastrofe (se også Moche): enorme klimaforandringer formentlig pga.et vulkanudbrud i Sydøstasien udløste 30 års tørke i det centrale Mexico – denne periode falder sammen med omvæltninger i magtbalancen i Mellemamerika og med Teotihuacáns endeligt som supermagt. Men andre bystater indtog nu førende positioner: Xochicalco i Morelosdalen, Cacaxtla og Cholula i Puebla og El Tajín i det nordlige Veracruz.
Men efter et par århundreder opstod der en ny stormagt i mexicodalen. Det var nahuaerne, der nu begyndte som imperiebyggere. De nyligt ankomne nawagrupper havde gradvist skubbet de andre folkeslag ud af Mexicodalen og beboede nu området omkring Teotihuacán. De oto-manguefolkeslag, der tidligere havde boet i det centrale Mexico måtte nu rejse væk eller underlægge sig nawaernes overmagt. Nogle af de større bysamfund, der fandtes syd for Mexicodalen, for eksempel Cholōllān (Det nutidige Cholula), blev også underlagt nawaerne, og de oto-manguetalende folk, der boede i Morelos- og Puebladalene flygtede sydpå til Chiapas og Oaxaca og overlod de frugtbare dale og bysamfund til nahuatl-talere. Andre steder slog Nahuaerne sig ned sammen med oto-manguefolk, udvekslede kultur og giftede sig med hinanden. I Tolucadalen vest for Mexicodalen boede nawaerne således sammen med otomí-, (hñahñu)-, mazahua- (hñatho) og matlatzinca (pjiekakjo)-folkene. Mod øst i Puebladalen boede de sammen med talere af popoloca- og chocho-sprog, og især her er der beviser på, at nawatalerne levede sammen med disse andre etniske grupper.
Disse første aztekiske imperiebyggere er dem, som senere er blevet kaldt Toltekere, fordi de boede i bystaten Tōllān i Hidalgo. Herfra lagde de både grunden til mange århundredes aztekisk dominans i det centrale Mexico og for det senere aztekerrige. I løbet af toltekerperioden nåede nawaerne at gøre sig selv til et ægte mellemamerikansk folk, der indgik i alle de kulturelle og politiske mønstre, der fandtes i de Mesoamerikanske kulturer. Men det de tog til sig, tilpassede de til deres egen kultur, og de opnåede også at påvirke mange andre kulturer: i denne periode spredtes låneord fra aztekisk til mange andre sprog i Mellemamerika, lige som religiøse ideer og materiel kultur fra toltekerne også udbredtes til både mayaer og otomanguefolk. For de senere aztekere ville toltekerne stå som højdepunktet af civilisation og kultur – Nahuaerne huskede dem som de bedste kunstnere, digtere og musikere, de klogeste vismænd og de stærkeste krigere. Den første Nahuasupermagt blev gjort til et uopnåeligt ideal i de senere nawaers kollektive bevidsthed – og et symbol på magt og herredømme i hele Mesoamerika.
Toltekernes magt gik på hæld omkring år 1200, og endnu engang var der et magttomrum i Mexicodalen og de omkringliggende dale – flere nahuatl-talende bystater i Mexicodalen voksede sig stærke og hævdede alle at være toltekernes virkelige arvtagere. Fra Tōllān rejste grupper af nahuatalere i alle retninger og slog sig ned i forskellige bystater, og stiftede nogle gange nye dynastier hvor de kom frem. Nogle rejste nordøstpå til de lande, der var beboet af huastekerne og totonakkerne. Andre nåede så langt sydpå som El Salvador, hvor de underlagde sig de lokale stammer og blev kendt som pipil (= adelige). Vigtige nahuabyer i Mexicodalen på denne tid var Azcapotzalco, Colhuahcān, Chalko og Xōchimilco i Mexicodalen og Tlaxcallān, Huexotzinko og især Cholōllān i Puebladalen. Cholollān var et vigtigt pilgrimssted for både nawaer og oto-manguefolk i Puebladalen, her tilbedte de guden Mixcoatl. I Mexikodalen så det først ud til at det nye magtcentrum ville blive byen Azkapotzalko på vestbredden af Texcoco-søen, hvor tepanekerne med herskeren Tezozomoc i spidsen underlagde sig mange af de omkringliggende bycentre. Men en lille overset befolkningsgruppe af sumpboere kom til at ændre på de udsigter.

## Legender
Aztekernes skabelsesberetning fortæller om fire store aldre, som gik forud for den nuværende verden og som alle endte med katastrofer. Den femte alder overlevede takket være en gud, Nanahuatzin, der ofrede sig og blev til solen.
Ifølge legenden kom aztekerne fra stedet Aztlán i nord og rejste mod syd til Texcoco-søen i det centrale Mexico og blev ifølge myten, vejledt af deres gud Huitzilopochtli. Da de ankom til en ø i søen, så de en ørn, der åd en slange, mens den sad på en nopal-kaktus. Dette var det som Huitzilopochtli havde forudsagt, var tegnet på at de havde fundet deres nye hjem. Aztekerne byggede byen Tenochtitlan på stedet, og den er i dag Mexico Citys centrum. Den legendariske ørn er afbildet på det mexicanske flag.
Axayacatl og overtog kontrollen med mixtekerne og zapotekerne. I 1481 herskede hans søn Tizoc i kort tid, før han blev erstattet af sin yngre bror Ahuitzol, som reorganiserede hæren. Riget var på sit højeste under hans ledelse. Hans efterfølger var Motecuhzoma II (bedre kendt som Moctezuma II)

## Kejserriget
Aztekernes kejserrige er ikke en helt korrekt analogi til rigerne i den europæiske historie, da det var etnisk blandet, og den vigtigste embedsmand i Tenochtitlans regering ofte blev kaldt aztekernes kejser, mens hans titel huey tlatoani kan oversættes til talsmand. Med Tenochtitlans stigende storhed, fik embedet dog med tiden mere magt, og på Auitzotls tid er "kejser" en passende analogi.
Aztekernes militær havde noget, der svarede til militærtjeneste med en kerne af professionel krigere. Når en aztekisk kriger havde taget 4-5 fanger, kunne han opnå rangen "jaguar-ørne-kriger".
Aztekernes vigtigste fødevarer var majs, bønner og squash. De brugte også i vid grad maguey. Anvendelse af bomuld og smykker var begrænset til eliten. Kakaobønner blev anvendt som betalingsmiddel. Undertvungne byer betalte årlig tribut i form af luksusvarer som fjer og udsmykkede dragter.
Aztekerne lavede kunstige øer eller chinampaer i Tenochtitlan-søen, som de opdyrkede.

## Ofringer
Aztekerne var berygtede for deres religiøse menneskeofringer, som de udførte i stort tal. Aztekerne førte "blomsterkrige" for at tage fanger til brug i ofringerne, som de kaldte nextlaualli, "betaling af gæld til guderne", så solen kunne stå op hver morgen. Harvard-professoren David Carrasco har sammenlignet denne praksis med at "få krigen hjem i stuerne" i moderne tv.
Materialist-antropologen Marvin Harris har foreslået, at ofrenes kød indgik i aristokratiets kost som en belønning, da aztekernes kost manglede proteiner. Ifølge ham kunne aztekernes økonomi ikke støtte bespisningen af slaverne, så fangerne var "levende kød". De fleste andre historikere, som har specialiseret sig i Mellemamerika, mener, at der har været rituel kannibalisme i forbindelse med menneskeofringer, men at menneskekød aldrig har været en vigtig del af aztekernes kost.

## Tilbagegang
Aztekerne blev overvundet af Spanien i 1521 og overgav sig efter en lang krig og belejring til Hernan Cortes og hans indianske allierede. Cortes med sine op imod 500 mand kæmpede ikke alene, men sammen med måske 150.000-200.000 allierede fra Tlaxcala og siden fra Texcoco, som havde modsat sig aztekisk styre. Han nedkæmpede Tenochtitlans styrker den 13. august 1521. Koppe- og tyfusepidemier som europæerne havde bragt med sig, dræbte omkring 75 procent af befolkningen. Mexico City blev bygget på ruinerne af Tenochtitlan.
Oplysninger om aztekerne er bevaret i kolonitidskilder som Codex Mendoza, samlet i 1541.
Nahuatl tales af over en million mexicanske indianere.